# Marie-Laure Augry
Pour les articles homonymes, voir Augry.
 (juillet 2017).
Si vous disposez d'ouvrages ou d'articles de référence ou si vous connaissez des sites web de qualité traitant du thème abordé ici, merci de compléter l'article en donnant les références utiles à sa vérifiabilité et en les liant à la section « Notes et références ».
Marie-Laure Augry, née le 27 février 1947 à Tours, est une journaliste française de télévision. Elle présente pendant plusieurs années le Journal Télévisé sur la première chaîne de l'ORTF, puis sur TF1 en duo avec Yves Mourousi, enfin en solo, sur La Cinq.

## Biographie
Après des études à l'IUT de journalisme de Tours, Marie-Laure Augry entre à ORTF, au sein de la première chaîne, en octobre 1972 au service de politique intérieure (elle y commente notamment les difficultés rencontrées par l'immigration de travail), puis devient reporter en 1974, chargée des problèmes d'éducation et de jeunesse.

### Carrière sur TF1: 1975-1992
En juillet 1975, alors la première chaîne de l’ORTF devenue TF1 (Télévision Française 1), elle présente son premier journal télévisé, L'Édition de la nuit, tout en continuant le reportage au service des informations générales jusqu'en 1981, où elle couvrira la campagne électorale.
De 1981 à 1988, elle coprésente le journal de 13 heures avec Yves Mourousi.
De 1989 à 1991, elle anime un magazine hebdomadaire au service des téléspectateurs, Allô Marie-Laure, sur TF1.
En septembre 1991, elle rejoint la chaîne de télévision française La Cinq pour y présenter Le Journal de 12h45 et animer l'émission Histoires vraies avec Paul Lefèvre.
En 1992, après la fin de La Cinq, Yves Mourousi, alors directeur des programmes de RMC, lui confie une émission quotidienne, Passion, puis une émission de libre-antenne Allô Marie-Laure qu'elle présente jusqu'en 1994.

### Journaliste sur France Télévisions: 1993-2017
En 1993, France 3 lui propose d'animer une émission quotidienne, Génération 3, coproduite avec le CNDP (Centre national de documentation pédagogique).
De 1995 à 2002, elle est rédactrice en chef et présentatrice du magazine quotidien Un jour en France sur France 3.
Du 1er septembre 2003 à juin 2017, elle est médiatrice des rédactions de France 3 et a été appelée en 2009 par Bruno Frappat pour faire partie du groupe de « Sages » animé par ce dernier pour mettre au point une nouvelle charte déontologique pour les journalistes, censée prendre le relais de la charte du SNJ et de la charte de Munich.
Du 23 septembre 2006 au 20 juin 2017, elle présente l'émission de la médiation de France Télévisions, Votre Télé puis Votre Télé et Vous, sur France 3 puis sur France Info. Cette émission de débats donne la parole aux téléspectateurs par rapport aux programmes de France Télévisions.
Passionnée de pétanque, Marie-Laure Augry pratique régulièrement ce sport depuis 1986. Elle présente chaque année avec Daniel Lauclair le Mondial la Marseillaise de pétanque sur France 3 et un boulodrome inauguré en sa présence le 7 mars 2012 dans la ville de Marchiennes (Nord) porte son nom.

### Vie privée
A 33 ans, elle a eu un cancer.
Mariée à Jean-Pierre Gautier, elle a deux enfants et des petits-enfants.

## Publications
- Les vainqueurs 1985-1986, avec Yves Mourousi, Paris : Éditions Atlas, 1985
- Peut mieux faire, avec Anne Cassel, Fixot, 1989